# 알렉세이 본다렌코 (체조 선수)
알렉세이 페트로비치 본다렌코(러시아어: Алексе́й Петро́вич Бондаре́нко, 1978년 5월 23일~)는 러시아의 은퇴한 체조 선수이다. 2000년 하계 올림픽에서 남자 도마 은메달과 남자 단체전 동메달을 획득했으며, 세계 선수권 대회에서 은메달 3개, 유럽 선수권 대회에서 금메달 3개, 은메달 3개, 동메달 4개를 획득했다.